# Donal McKeown
Donal McKeown (Belfast, 12 aprile 1950) è un vescovo cattolico irlandese, dal 25 febbraio 2014 vescovo di Derry.

## Biografia
Monsignor Donal McKeown è nato a Belfast il 12 aprile 1950. È stato battezzato nella chiesa di San Patrizio in Donegall Street a Belfast. Ha trascorso la sua infanzia a Randalstown, nella contea di Antrim.

### Formazione e ministero sacerdotale
È stato educato alla Mount St Michael's Primary School e al St MacNissi's College dal 1961 al 1968. Ha completato i suoi O-Levels e A-Levels con una distinzione speciale in lingue moderne. Due suoi insegnanti in seguito sono diventati vescovi: padre Anthony Farquhar (che insegnava latino) e padre Patrick Joseph Walsh (che insegnava matematica).
Nel 1968 è entrato nel seminario diocesano, il Saint Malachy's College, e ha studiato alla Queen's University di Belfast e nel 1973 si è laureato con lode in tedesco e italiano. Dal 1970 al 1971 ha insegnato inglese in una scuola di Dieburg, nella Germania Ovest. Dal 1971 al 1973 è stato corrispondente in Irlanda del Nord per la tedesca Katholische Nachrichten Agentur (KNA). Successivamente, dal 1973 al 1978, ha studiato alla Pontificia Università Gregoriana a Roma e ha conseguito la licenza in sacra teologia. Durante i cinque anni trascorsi a Roma ha lavorato occasionalmente come giornalista per la Radio Vaticana e come corrispondente per An Saol Mor, un programma di lingua irlandese su RTÉ, la radio nazionale irlandese.
Il 3 luglio 1977 è stato ordinato presbitero per la diocesi di Down e Connor. È stato brevemente cappellano al Mater Infirmorum Hospital di Belfast prima di tornare a Roma per completare gli studi. Nel 1978 ha iniziato una carriera di 23 anni come insegnante. È infatti entrato nello staff del St. Patrick's College di Knock, a Belfast. Contemporaneamente collaborava nella pastorale della parrocchia di Derriaghy. Nel 1983 è stato chiamato a insegnare presso il St MacNissi's College di Carnlough. Ha continuato il suo impegno nell'elaborare programmi per i giovani ed è stato riconosciuto come fondatore del Diocesan Lourdes Youth Team nel 1985.
Nel 1987 il vescovo Cahal Brendan Daly lo ha chiamato a insegnare a tempo pieno al Saint Malachy's College di Belfast del quale è stato anche decano. Nel 1995 è subentrato a Canon Noel Conway come preside dell'Istituto.
Ha diretto per due volte la maratona di Belfast. Nel 1982 vi ha preso parte con una squadra di 48 persone della parrocchia di Derriaghy e come vescovo nel 2001 vi ha partecipato nel tentativo di raccogliere fondi per comprare un minibus per il Saint Malachy's College.
Durante il suo mandato di preside, McKeown ha continuato la propria formazione, conseguendo nel 2000 un master in amministrazione aziendale con specializzazione in gestione della didattica presso l'Università di Leicester.

### Ministero episcopale
Il 22 febbraio 2001 papa Giovanni Paolo II lo ha nominato vescovo ausiliare di Down e Connor e titolare di Cell Ausaille. Ha ricevuto l'ordinazione episcopale il 29 aprile successivo nella cattedrale di San Pietro a Belfast dal vescovo di Down e Connor Patrick Joseph Walsh, co-consacranti l'arcivescovo Giuseppe Lazzarotto, nunzio apostolico in Irlanda, e il vescovo ausiliare di Down e Connor Anthony J. Farquhar. Durante l'omelia, monsignor Walsh ha affermato che la consacrazione del suo nuovo ausiliare era un'occasione storica essendo il primo vescovo a essere consacrato per una diocesi irlandese nel terzo millennio. Al rito hanno preso parte anche i cardinali Brendan Cahal Daly, arcivescovo emerito di Armagh, e Desmond Connell, arcivescovo di Dublino e monsignor Seán Baptist Brady, arcivescovo di Armagh e primate di tutta l'Irlanda.
Sul The Irish Times è stata riferita l'inclusione del nome di McKeown come possibile successore di monsignor Walsh come vescovo di Down e Connor. Questo ha provocato un'opposizione attiva da parte di alcuni sacerdoti cattolici che consideravano McKeown "troppo soft" sulla questione dell'educazione integrata. Questa opposizione è stata etichettata come "campagna Stop Donal". Il 28 marzo 2007, il giornalista della BBC William Crawley ha riferito sul suo blog della campagna. Martedì 10 aprile 2007, la corrispondente per gli affari religiosi dell'Irish Times Patsy McGarry ha pubblicato un articolo sulla campagna. Nel febbraio 2008 è stato nominato un nuovo vescovo, monsignor Noël Treanor.
Ha guidato i giovani della diocesi alle giornate mondiali della gioventù del 2002 a Toronto e del 2005 a Colonia.
Nell'ottobre del 2006 ha compiuto la visita ad limina.
Il 25 febbraio 2014 papa Francesco lo ha nominato vescovo di Derry.
Poco prima dell'ingresso in diocesi ha parlato di come avrebbe voluto essere padre. Il vescovo McKeown ha anche detto di amare la compagnia femminile, ma riguardo al matrimonio ha affermato: "Non era la mia vocazione". Il vescovo McKeown ha una vasta esperienza nell'istruzione secondaria nell'Irlanda del Nord, essendo stato insegnante dal 1978, fino a quando è diventato preside del St. Malachy's College di Belfast nel 1995.
Domenica 6 aprile 2014 ha preso possesso della diocesi con una cerimonia nella cattedrale di Sant'Eugenio a Derry. Il nuovo vescovo era accompagnato dal cardinale Seán Baptist Brady, arcivescovo metropolita di Armagh e primate di tutta l'Irlanda. I principali concelebranti erano il nunzio apostolico Charles John Brown; l'arcivescovo coadiutore di Armagh Eamon Martin; i vescovi emeriti di Derry Séamus Hegarty e Edward Daly; il vescovo ausiliare emerito di Derry Francis Lagan e padre Francis Bradley. Alla cerimonia erano presenti i rappresentanti delle altre Chiese cristiane della città e del mondo civile che includevano il vice primo ministro dell'Irlanda del Nord Martin McGuinness e il deputato del collegio di Foyle Mark Durkan. Il presidente dell'Irlanda Michael D. Higgins e il Taoiseach Enda Kenny erano entrambi rappresentati alla cerimonia dai loro aiutanti.
Collabora regolarmente con il programma BBC Radio Ulster Thought for the Day.
In seno alla Conferenza dei vescovi cattolici irlandesi è membro del comitato permanente; presidente della commissione per il culto, il rinnovamento pastorale e lo sviluppo della fede, presidente del consiglio per il rinnovamento pastorale e lo sviluppo della fede degli adulti e membro del consiglio per l'educazione. È stato responsabile del consiglio per le vocazioni e del National Training Authority for the Permanent Diaconate, membro del consiglio per i sacerdoti, membro della commissione per l'educazione e presidente del comitato vocazionale e giovanile.
Nel gennaio del 2017 ha compiuto una seconda visita ad limina.
Ha partecipato alla XV assemblea generale ordinaria del Sinodo dei vescovi che ha avuto luogo nella Città del Vaticano dal 3 al 28 ottobre 2018 sul tema "I giovani, la fede e il discernimento vocazionale".

## Genealogia episcopale
La genealogia episcopale è:
- Cardinale Scipione Rebiba
- Cardinale Giulio Antonio Santori
- Cardinale Girolamo Bernerio, O.P.
- Arcivescovo Galeazzo Sanvitale
- Cardinale Ludovico Ludovisi
- Cardinale Luigi Caetani
- Cardinale Ulderico Carpegna
- Cardinale Paluzzo Paluzzi Altieri degli Albertoni
- Papa Benedetto XIII
- Papa Benedetto XIV
- Papa Clemente XIII
- Cardinale Giovanni Carlo Boschi
- Cardinale Bartolomeo Pacca
- Papa Gregorio XVI
- Cardinale Castruccio Castracane degli Antelminelli
- Cardinale Paul Cullen
- Arcivescovo Joseph Dixon
- Arcivescovo Daniel McGettigan
- Cardinale Michael Logue
- Cardinale Joseph MacRory
- Cardinale John Francis D'Alton
- Cardinale William John Conway
- Cardinale Cahal Brendan Daly
- Vescovo Patrick Joseph Walsh
- Vescovo Donal McKeown